# یصهر
طبق تورات، یصهر (عبری: יִצְהָר، نوین: Yīṣhar، طبریه‌ای: Yīṣhār، "(آنکه) می‌درخشد") پدر قارون، نفق، و زکری، و پسر قهات و نوهٔ لاوی بود، در نتیجه برادر عمرام و عموی هارون، مریم و موسی بود. جزئیات بیشتری از زندگی او در کتاب مقدس ارائه نشده است.